# Ricardo Jaime
Ricardo Raúl Jaime (Córdoba, 16 de enero de 1955) es un expolítico argentino. De profesión ingeniero agrimensor, ocupó diversos cargos públicos en las provincias de Córdoba y Santa Cruz y fue desde 2003 hasta 2009 el secretario de Transporte de la Nación durante las presidencias de Néstor Kirchner y Cristina Fernández de Kirchner. Está acusado en más de treinta causas penales [cita requerida] y tiene tres condenas que incluyen dos delitos de corrupción y el delito de defraudación contra la administración pública vinculado al accidente ferroviario ocurrido en 2012.

## Trayectoria profesional

### Funcionario provincial
Trabajó para la Dirección General de Catastro de la provincia de Córdoba entre 1983 y 1984. Al poco tiempo Jaime dejó Córdoba y se trasladó al sur de Argentina. Así llegó a Caleta Olivia, una localidad petrolera ubicada en el norte de Santa Cruz, que por esos días vivía tiempos dorados gracias al petróleo. En esa ciudad hizo sus primeras armas en la política santacruceña. Fue director de Catastro desde 1984 a 1987; concejal y presidente del Honorable Concejo Deliberante entre 1987 y 1991.
En diciembre de 1991 Néstor Kirchner asumió su primer mandato como gobernador y lo designó como Ministro Secretario General de la Gobernación, cargo que ocupó hasta 1996. En el segundo mandato de Kirchner tuvo mayor protagonismo al ser nombrado al frente del Consejo Provincial de Educación,  durante su gestión entre 1996 y 1999 se llevó adelante el traspaso de las escuelas nacionales a la órbita provincial y la implementación del Tercer Ciclo de la EGB.
A fines de 1999 Jaime volvió a su provincia natal, entonces gobernada por José Manuel de la Sota, y asumió como viceministro de Educación.

### Secretario de Transportes de la Nación (2003-2009)
En mayo de 2003 dejó su cargo y llegó a la Secretaría de Transportes porque Néstor Kirchner prefirió ubicar en un área muy sensible a un hombre de su confianza; reemplazó en ella a Guillermo López del Punta,  que había creado una estructura de millonarias subvenciones para concesionarios de trenes y colectiveros. Su designación fue cuestionada por sus escasos antecedentes en el tema del transporte. En esa época el plan del Gobierno de Néstor Kirchner se proponía la eliminación de los subsidios a los trenes de pasajeros.
A poco de asumido el cargo verificó en una inspección sorpresiva el lamentable estado del servicio ferroviario, con asientos y vidrios rotos, frecuencias que no se cumplen, inseguridad, falta de higiene en los vagones y en los baños de las estaciones. Rehabilitó en septiembre de 2003 el tren El Gran Capitán que recorría 1100 kilómetros entre Buenos Aires y Posadas conectando 34 ciudades, sobre la ribera del río Uruguay, a lo largo de Entre Ríos, Corrientes y Misiones. Este tren dejó de correr en 2011.
Al año de gestión Jaime era muy criticado por asociaciones ferroviarias, como la Comisión Nacional Salvemos al Tren o la Asociación de Personal de Dirección de Ferrocarriles Argentinos Metropolitano, no trató de cambiar la actitud de Metropolitano, el concesionario de la línea San Martín, a pesar de los severos cuestionamientos de la Auditoría General de la Nación e incluso el Gobierno pagó la deuda que tenía la empresa y por la cual no ponía en circulación una decena de locomotoras.
En abril de 2005 un columnista de Página 12 señalaba que durante 2004:

” El Gobierno otorgó subsidios y compensaciones a empresas de colectivos, trenes, subtes, camiones, barcos y aviones por la friolera de 1295 millones de pesos ….Esa suma no surge de un análisis de la estructura de costos, sino sobre la base de declaraciones juradas de las compañías. Esa importante política de intervención del Estado en la economía está cruzada por manejos poco transparentes y empresas privadas ineficientes.

Tres días después de la derrota del gobierno en las elecciones legislativas del 28 de junio de 2009 y con numerosas denuncias por corrupción en su contra, presentó la renuncia aduciendo razones personales.
En junio de 2013, el columnista de Página/12 Mario Wainfeld escribió sobre el estado del transporte que: 

no se puede soslayar que este Gobierno lleva diez años de activa gestión, que lo hace corresponsable en una buena cuota parte. Cabe agregar que, antes de Randazzo, la autoridad máxima de Transporte fueron dos funcionarios deplorables, Ricardo Jaime y Juan Pablo Schiavi. Más allá de la opacidad de sus gestiones, el núcleo de sus afanes fue la ecuación económica subestimando (por decir lo menos) el trato digno a los pasajeros y su seguridad.
Mario Wainfeld

## Causas judiciales
A 2016 acumula 12 causas judiciales. 
.
 Sobre él pesan numerosas denuncias y procesamientos judiciales y tiene varias causas iniciadas por delitos de corrupción. Fue procesado por el delito de dádivas, por presunto enriquecimiento ilícito, por supuestas irregularidades en el otorgamiento de subsidios, por presunto abuso de autoridad, por presunta malversación de caudales públicos, por presunta asociación ilícita, por desacato a la autoridad al desobedecer una medida cautelar impuesta por un juez y abrir una licitación cuando de por medio existía una orden judicial que la impedía, y por posible encubrimiento de lavado de dinero.
Además fue acusado y procesado como responsable del choque ferroviario que le costó la vida a 51 personas y dejó heridas a otras 800. y por presunto incumplimiento en los deberes de funcionario público.
Con un sueldo de $10 000 por mes [cita requerida] y manejando miles de millones de pesos en subsidios al transporte, Jaime llegó a vivir en la avenida del Libertador al 600, una de los zonas más caras de la Ciudad de Buenos Aires, con una casa de fin de semana en un barrio cerrado de San Isidro, el más caro del Gran Buenos Aires, a poseer un avión, un hotel, autos, motos, un yate cuyo valor es de un millón de dólares, una casa en un country en Córdoba, una casa de veraneo en Villa Carlos Paz y varias casas de fin de semana.

### Antecedentes
En 2005 Jaime era el responsable del manejo de 2.000 millones de pesos por año destinados a subsidiar el transporte, razón por la cual era conocido como "el señor de los subsidios" y era el hombre de entera confianza del presidente Néstor Kirchner. Ya en esa época la Oficina Anticorrupción (OA) se había presentado como querellante en una causa penal en su contra. También tenía expedientes judiciales por la distribución de fondos destinados a obras en los ferrocarriles y subsidios al transporte.
En 2010 el juez Sebastián Casanello le pidió a Jaime que justificara cómo hizo para comprar un barco valuado en 1.000.000 de dólares (ocho millones de pesos) ya que el peritaje contable había determinado Jaime no podía justificar sus bienes adquiridos siendo funcionario público.
En un allanamiento realizado en 2010 en su casa encontraron gran cantidad de billetes del año 2003 nuevos fajados dentro de una caja fuerte. Cada fajo equivalía a su sueldo como funcionario.
Las causas avanzaron pese a que en 2010 el juez federal Norberto Oyarbide declaró que no se podían presentar como prueba más de 26 000 correos electrónicos que comprometían a Jaime.
La Cámara también confirmó el desdoblamiento de la causa entre la investigación del accidente, descarrilamiento culposo, y las irregularidades con los subsidios estatales, por fraude a la administración pública.
En 2013, un nuevo choque de trenes en Castelar produjo un saldo de 3 muertos y 315 heridos. En un año y medio ya eran 67 los fallecidos por choques en el Sarmiento, lo que demostraba la falta de mantenimiento y las carencias de los ferrocarriles pese a los millones invertidos en subsidios. A pesar de las millonarias sumas otorgadas a la empresa en subsidios estatales, los usuarios de los trenes reclamaban por el estado lamentable que presentaban las formaciones.

### Procesamiento y fuga
En julio de 2013 el juez federal Claudio Bonadio procesó a Jaime por defraudación por presunta administración fraudulenta al Estado por un contrato para realizar mejoras en el ferrocarril Belgrano Cargas.
Tras varios días de no presentarse el juez lo declaró en rebeldía, algo que agrava su situación judicial.
La gravedad institucional del caso se debe principalmente a las acusaciones de que Jaime respondía directamente el expresidente Néstor Kirchner.
El exvicepresidente de la Nación durante el gobierno de Cristina Fernández de Kirchner, Julio Cobos, declaró que Jaime era el "hombre de confianza" del expresidente Néstor Kirchner y que "se vislumbraba" que "respondía directamente a él". Su caso es considerado emblemático.
Desde julio de 2013, Ricardo Jaime se encontraba prófugo de la Justicia ante un pedido de prisión preventiva.
El 15 de julio de 2013 el fiscal federal cordobés Maximiliano Hairabedian sumó su pedido de inmediata detención de Jaime al estar previsto el inicio de un juicio en su contra en la capital de Córdoba el 30 de julio del mismo año por tentativa de sustracción de pruebas durante un allanamiento.
El 17 de julio de 2013 el tribunal federal de Córdoba solicitó su captura internacional a INTERPOL.
El 18 de julio de 2013 la Cámara Federal de Buenos Aires le aceptó a sus abogados el pedido de exención de prisión para que se presentara ante la justicia argentina, sin embargo, esa exención no afectaría el pedido de captura internacional que lanzó la Justicia de Córdoba.
El 19 de julio el Tribunal Federal Oral N°2 también le concedió la exención de prisión y su abogado pedirá un "juicio político" contra el juez federal Bonadio.
Luego de una semana de estar prófugo Jaime se presentó a la justicia luego de que le aceptaran la eximición de prisión.

### Condenas penales

#### Tentativa de sustracción de pruebas
En agosto de 2013 comenzó el juicio oral contra Jaime, acusado de tentativa de sustracción de documentación destinada a servir de prueba en otro proceso, durante un allanamiento que se hizo en Córdoba por la causa que se sustanciaba en Buenos Aires para analizar el supuesto enriquecimiento ilícito del exfuncionario. El juicio lo realizó el Tribunal Oral Federal 2 de Córdoba.
El 3 de setiembre de 2013 el Tribunal lo condenó a seis meses de prisión. Por ser una pena menor es excarcelable. La justicia lo encontró culpable del delito de ocultamiento de pruebas, pruebas que eran para otro juicio que se realizará. La condena quedó firme.

#### Recepción de dádivas
En octubre de 2015 Jaime y el fiscal Guillermo Marijuan usaron una alternativa de juicio abreviado que admite el Código Procesal: Jaime admitió los hechos que se le imputaban y el juez dictó sentencia condenándolo a la pena pedida por el fiscal, de un año y medio de prisión en suspenso por dos delitos consistentes en haber recibido dinero por parte de los mismos empresarios del transporte. Estos empresarios eran quienes pagaban directamente el alquiler del lujoso piso en el que vivía Jaime en 2003 y le financiaban todos sus viajes en aviones privados.

#### Accidente ferroviario de Once
La Cámara Federal de Casación Penal confirmó que Ricardo Jaime iría a juicio oral y público por la tragedia ferroviaria. Jaime fue acusado por abuso de autoridad e incumplimiento de los deberes de funcionario público mientras que los empresarios dueños de TBA fueron acusados por asociación ilícita destinada a disponer para su provecho los fondos públicos recibidos de parte del Estado
El 29 de diciembre de 2015 Jaime fue declarado culpable del delito de defraudación contra la administración pública y descarrilamiento culposo por el Tribunal Oral Federal 2, con los jueces Jorge Alberto Tassara, Jorge Luciano Gorini, Rodrigo Giménez Uriburu y Ana D'Alessio (como juez sustituto), que lo condenó a seis años de prisión por su responsabilidad en el accidente.